# CIFAR-10
La base de dades CIFAR-10 (acrònim anglès de Canadian Institute For Advanced Research) és una col·lecció d'imatges que s'empren en el camp de l'aprenentatge automàtic i en els algorismes de visió per ordinador creades al CIFAR (institut canadenc de recerca avançada). És un dels conjunts de dades més utilitzats per a la investigació sobre l'aprenentatge automàtic. La base de dades CIFAR-10 conté 60.000 imatges del format 32x32 dividides en 10 classes diferents. Aquestes classes són avions, cotxes, ocells, gats, cérvols, gossos, granotes, cavalls, vaixells i camions. Hi ha 6.000 imatges de cada classe. Aquestes imatges s'empren a l'hora de realitzar l'entrenament de sistemes de processament d'imatges.

## Prestacions
Taula que mostra l'error resultant en funció del tipus de processament d'aprenentatge automàtic:
| Algorisme                                                            | Taxa d'error (%) | Data de publicació |
| -------------------------------------------------------------------- | ---------------- | ------------------ |
| Xarxes Convolutional Deep Belief                                     | 21.1             | Agost, 2010        |
| Xarxes Densely Connected Convolutional                               | 5.19             | 24 Augost, 2016    |
| Xarxes Wide Residual                                                 | 4.0              | 23 Maig, 2016      |
| Xarxes amb aprenentatge Reinforcement                                | 3.65             | 4 Novembre, 2016   |
| Fraccional Max-Pooling                                               | 3.47             | 18 Desembre, 2014  |
| Regularització Shake-Shake                                           | 2.86             | 21 Maig, 2017      |
| Improved Regularization of Convolutional Neural Networks with Cutout | 2.56             | 15 Agost, 2017     |
| Regularització ShakeDrop                                             | 2.31             | 7 Febrer, 2018     |
| Regularització per Image Classifier Architecture Search              | 2.13             | 6 Febrer, 2018     |
| AutoAugment: Learning Augmentation Policies from Data                | 1.48             | 24 Maig, 2018      |